# Bzowiec (województwo lubelskie)
Bzowiec – wieś w Polsce, położona w województwie lubelskim, w powiecie krasnostawskim, w gminie Rudnik.
| SIMC    | Nazwa  | Rodzaj    |
| ------- | ------ | --------- |
| 0897616 | Bzówek | część wsi |
| 0897622 | Grobla | część wsi |

W latach 1954–1959 wieś należała i była siedzibą władz gromady Bzowiec, po jej zniesieniu w gromadzie Chłaniów. 
W latach 1975–1998 wieś administracyjnie należała do województwa zamojskiego.
Wieś stanowi sołectwo gminy Rudnik. Według Narodowego Spisu Powszechnego (III 2011 r.) wieś liczyła 449 mieszkańców.